# Assemblea Popolare Bielorussa
L'Assemblea Popolare Bielorussa o Assemblea Popolare Pan-Bielorussa, (in bielorusso Усебеларускі Народны Сход?, Usebelaruski Narodny Shod; abbreviato in УНС, UNS) è un'assemblea generale di rappresentanti del governo bielorusso e di altri rami del governo, capi e lavoratori di imprese, scienziati e cultura. Secondo gli organizzatori, rappresenterebbe una delle forme più importanti di democrazia nella Repubblica di Bielorussia, pur essendo lo Stato bielorusso considerato in realtà dagli osservatori internazionali come una dittatura del presidente.
All'incontro vengono nominati delegati di tutte le regioni del Paese. Si valuta l'azione delle autorità negli ultimi cinque anni e si determinano le principali direzioni e parametri di sviluppo dello Stato e si definisce un piano per lo sviluppo economico e sociale del Paese per i prossimi cinque anni. Si svolge, ad eccezione del primo, presso il Palazzo della Repubblica di Minsk ogni cinque anni, a partire dal 1996.
Si discute la gestione degli affari della società e dello Stato è assicurata dalla Costituzione della Repubblica di Bielorussia attraverso la partecipazione dei cittadini a elezioni, referendum, discussioni di progetti di legge e questioni di rilevanza repubblicana e locale. I rappresentanti delle autorità e lo stesso Aljaksandr Lukašėnka considerano le Assemblee Popolari "la più alta forma di democrazia".
Spesso viene paragonata a una sorta di "Congresso del PCUS".

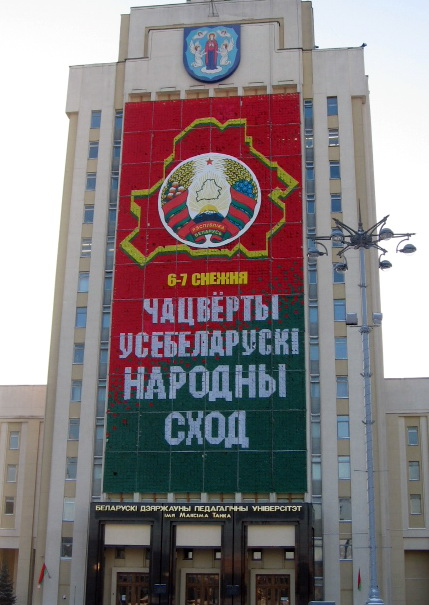
Sede dell'Assemblea Popolare Bielorussa

Nel 2021, il Presidente Aljaksandr Lukašėnka, durante l'assemblea, a seguito delle proteste di massa nel Paese, ha annunciato le dimissioni e un referendum costituzionale per il 2022.